# Сильвейра, Альсидес
Альсидес Висенте Сильвейра Монтеро (исп. Alcides Vicente Silveira Montero; 18 марта 1938, Монтевидео — 16 января 2011, Монтевидео) — уругвайский футболист, полузащитник, лучший футболист Кубка Америки 1959 года в Гуаякиле.

## Карьера
Профессиональную карьеру Сильвейра начал в клубе «Суд Америка», из которого призывался в сборную Уругвая, в составе которой принимал участие в двух чемпионатах Южной Америки 1959 года, на втором чемпионате, где Уругвай стал чемпионом, был признан лучшим футболистом турнира. После этого оказался в «Индепендьенте», одном из сильнейших клубов Аргентины, в составе которого стал чемпионом Аргентины. После двух лет в «Индепендьенте» перебрался в Европу, в испанскую «Барселону», но не смог закрепиться в её составе и через год вернулся в аргентинский чемпионат, в «Бока Хуниорс». В «Бока Хуниорс» Сильвейра провел пять сезонов, в течение которых дважды становился чемпионом Аргентины, в конце своего пребывания в «Боке» был играющим тренером команды. Завершил свою карьеру Сильвейра в 1969 году в клубе «Насьональ».

## Достижения
- Чемпион Аргентины (3): 1960, 1964, 1965.
- Чемпион Южной Америки: 1959 (2).
- Лучший футболист Кубка Америки: 1959 (2).